# Hydrillodes postpallida
Hydrillodes postpallida är en fjärilsart som beskrevs av Rothschild 1920. Hydrillodes postpallida ingår i släktet Hydrillodes och familjen nattflyn. Inga underarter finns listade i Catalogue of Life.